# Media vita in morte sumus
|  | Denne artikel er oprettet af botten PalnaBot ud fra en ekstern database. Den kan derfor have sproglige fejl eller mangler. Denne skabelon kan fjernes efter kontrol af indholdet. |

Media vita in morte sumus er en kortfilm instrueret af Nina Powers-Bates efter manuskript af Nicolas Barbano.